# Ramón Ibarra
Ramón Ibarra Robles, connu sous le nom de Ramón Ibarra, né le 31 août 1958 à Getxo (Biscaye, Pays basque), est un acteur et metteur en scène espagnol. Son dernier rôle est celui de Raimundo Ulloa dans la série espagnole El secreto de Puente Viejo.

## Biographie
Né en 1958, Ramón Ibarra étudie à l'université du Pays basque où il obtient un diplôme en science de l'information. À vingt-deux ans, il fait ses débuts au théâtre dans la pièce Makina Beltza. Il rejoint la compagnie de théâtre Kolektibo Karraka (Fondation Théâtre Karraka), compagnie qui disparaît dans les années 1980, mais qui se reconstitue en 2009 pour le musical Bilbao Bilbao.
Il a travaillé en tant que rédacteur et scénariste pour des spots télévisuels. Il a aussi mis en scène plusieurs pièces de théâtre et a été professeur de Théorie des arts du spectacle, interprétations et exécutions audiovisuelles à l'École d'art dramatique de Basauri au Pays basque. 
Depuis 2011, il tient le rôle de Raimundo Ulloa, un des quatre principaux personnages dans El secreto de Puente Viejo, la série à succès de la chaîne Antena 3.

## Filmographie

### Cinéma
- 1987 : Lauaxeta, A los cuatro vientos
- 1990 : Gran Sol
- 1991 : Terranova
- 1993 : Los Años Oscuros
- 1996 : Menos que cero
- 1997 : Suerte
- 1999 : Pecata Minuta
- 2003 : El Coche de Pedales
- 2003 : El Final de la Noche
- 2011 : Un Mundo Casi Perfecto
- 2013 : Los Tontos y los Estúpidos
- 2016 : Acantilado : le commissaire

### Télévision
- 1998 : Entre dos fuegos, 1 épisode
- 2002 : La notte dello scorpione, mini-série
- 2003 : Il commissario, 1 épisode
- 2005 : Donne, 4 épisodes
- 2006 : Hospital Central, 1 épisode
- 2007 : L'incombente, mini-série
- 2007-2009 : Questo non è grave
- 2009 : Amare in tempi difficili, 7 épisodes
- 2009 : Acusados, 1 épisode
- 2009 : Amar en tiempos revueltos, 7 épisodes
- 2009 : Euskolegas, 24 épisodes
- 2011 : Punta Escarlata, 6 épisodes
- 2011-2013 : Le Secret (El secreto de Puente Viejo), 870 épisodes

#### Metteur en scène
- 1998 : Fuera de Quicio
- 2001 : VIII Gala de Actores Vascos EAB
- 2004 : Squash
- 2005 : El Arquitecto y el Emperador de Asiria
- 2006 : Pervertimento
- 2010 : 19.30

## Prix et récompenses
- 1999 : Premio Unión de Actores Vascos pour le meilleur acteur dans Pecata Minuta.
- 2012 : Premio Plasencia Encorto pour le meilleur acteur dans La Cruz.